# Lista de episódios de Greek
Esta é uma lista de episódios de Greek.

## Primeira Temporada (2007 - 2008)
| N°            | Título                         | Exibição Original    |             |             |             |             |
| Capítulo Um   | Capítulo Um                    | Capítulo Um          | Capítulo Um | Capítulo Um | Capítulo Um | Capítulo Um |
| ------------- | ------------------------------ | -------------------- | ----------- | ----------- | ----------- | ----------- |
| 1             | Pilot                          | 2007, 9 de Julho     |             |             |             |             |
| 2             | Hazed and Confused             | 2007, 16 de Julho    |             |             |             |             |
| 3             | The Rusty Nail                 | 2007, 23 de Julho    |             |             |             |             |
| 4             | Picking Teams                  | 2007, 30 de Julho    |             |             |             |             |
| 5             | Liquid Courage                 | 2007, 6 de Agosto    |             |             |             |             |
| 6             | Friday Night Frights           | 2007, 13 de Agosto   |             |             |             |             |
| 7             | Multiple Choice                | 2007, 20 de Agosto   |             |             |             |             |
| 8             | Separation Anxiety             | 2007, 27 de Agosto   |             |             |             |             |
| 9             | Depth Perception               | 2007, 3 de Setembro  |             |             |             |             |
| 10            | Black, White and Read All Over | 2007, 10 de Setembro |             |             |             |             |
| Capítulo Dois |                                |                      |             |             |             |             |
| 11            | A New Normal                   | 2008, 24 de Março    |             |             |             |             |
| 12            | The Great Cappie               | 2008, 31 de Março    |             |             |             |             |
| 13            | Highway To The Discomfort Zone | 2008, 7 de Abril     |             |             |             |             |
| 14            | War and Peace                  | 2008, 14 de Abril    |             |             |             |             |
| 15            | Freshman Daze                  | 2008, 21 de Abril    |             |             |             |             |
| 16            | Move On Cartwrights            | 2008, 28 de Abril    |             |             |             |             |
| 17            | 47 Hours & 11 Minutes          | 2008, 5 de Maio      |             |             |             |             |
| 18            | Mr. Purr-fect                  | 2008, 12 de Maio     |             |             |             |             |
| 19            | No Campus for Old Rules        | 2008, 19 de Maio     |             |             |             |             |
| 20            | A Tale of Two Parties          | 2008, 26 de Maio     |             |             |             |             |
| 21            | Barely Legal                   | 2008, 2 de Junho     |             |             |             |             |
| 22            | Spring Broke                   | 2008, 9 de Junho     |             |             |             |             |

## Segunda Temporada (2008 - 2009)
| N°              | Título                                | Exibição Original    |               |               |               |               |
| Capítulo Três   | Capítulo Três                         | Capítulo Três        | Capítulo Três | Capítulo Três | Capítulo Três | Capítulo Três |
| --------------- | ------------------------------------- | -------------------- | ------------- | ------------- | ------------- | ------------- |
| 1               | Brothers and Sisters                  | 2008, 26 de Agosto   |               |               |               |               |
| 2               | Crush Landing                         | 2008, 2 de Setembro  |               |               |               |               |
| 3               | Let's Make a Deal                     | 2008, 9 de Setembro  |               |               |               |               |
| 4               | Gays, Ghosts and Gamma Rays           | 2008, 16 de Setembro |               |               |               |               |
| 5               | Pledge Allegiance                     | 2008, 23 de Setembro |               |               |               |               |
| 6               | See You Next Time, Sisters            | 2008, 30 de Setembro |               |               |               |               |
| 7               | Formally Yours                        | 2008, 7 de Outubro   |               |               |               |               |
| 8               | The Popular Vote                      | 2008, 14 de Outubro  |               |               |               |               |
| 9               | Three's A Crowd                       | 2008, 21 de Outubro  |               |               |               |               |
| 10              | Hell Week                             | 2008, 28 de Outubro  |               |               |               |               |
| Capítulo Quatro |                                       |                      |               |               |               |               |
| 11              | Take Me Home, Cyprus-Rhodes           | 2009, 30 de Março    |               |               |               |               |
| 12              | From Rushing with Love                | 2009, 6 de Abril     |               |               |               |               |
| 13              | Engendered Species                    | 2009, 13 de Abril    |               |               |               |               |
| 14              | Big Littles & Jumbo Shrimp            | 2009, 20 de Abril    |               |               |               |               |
| 15              | Evasive Actions                       | 2009, 27 de Abril    |               |               |               |               |
| 16              | Dearly Beloved                        | 2009, 4 de Maio      |               |               |               |               |
| 17              | Guilty Treasures                      | 2009, 11 de Maio     |               |               |               |               |
| 18              | Divine Secrets and the ZBZ Sisterhood | 2009, 18 de Maio     |               |               |               |               |
| 19              | Social Studies                        | 2009, 25 de Maio     |               |               |               |               |
| 20              | Isn't It Bro-mantic                   | 2009, 1 de Junho     |               |               |               |               |
| 21              | Tailgate Expectation                  | 2009, 8 de Junho     |               |               |               |               |
| 22              | At World's End                        | 2009, 15 de Junho    |               |               |               |               |

## Terceira Temporada (2009 - 2010)
| 1  | The Day After                             | 2009, 31 de Agosto    |
| 2  | Our Fathers                               | 2009, 7 de Setembro   |
| 3  | The Half-Naked Gun                        | 2009, 14 de Setembro  |
| 4  | High and Dry                              | 2009, 21 de Setembro  |
| 5  | Down on Your Luck                         | 2009, 28 de Setembro  |
| 6  | Lost and Founders                         | 2009, 5 de Outubro    |
| 7  | The Dork Knight                           | 2009, 12 de Outubro   |
| 8  | Fight the Power                           | 2009, 19 de Outubro   |
| 9  | The Wish-Pretzel                          | 2009, 26 de Outubro   |
| 10 | Friend or Foe                             | 2009, 2 de Novembro   |
| 11 | I Know What You Did Last Semester         | 2010, 25 de Janeiro   |
| 12 | Pride & Punishment                        | 2010, 1 de Fevereiro  |
| 13 | Take Me Out                               | 2010, 8 de Fevereiro  |
| 14 | The Tortoise and the Hair                 | 2010, 15 de Fevereiro |
| 15 | Love, Actually, Possibly, Maybe... Or Not | 2010, 22 de Fevereiro |
| 16 | Your Friends and Neighbors                | 2010, 1 de Março      |
| 17 | The Big Easy Does It                      | 2010, 8 de Março      |
| 18 | Camp Buy Me Love                          | 2010, 15 de Março     |
| 19 | The First Last                            | 2010, 22 de Março     |
| 20 | All Children...Grow Up                    | 2010, 29 de Março     |

## Quarta e Última Temporada (2011)
| 1  | Defending Your Honor   | 2011, 3 de Janeiro    |
| 2  | Fools Rush In          | 2011, 10 de Janeiro   |
| 3  | Cross Examined Life    | 2011, 17 de Janeiro   |
| 4  | All About Beav         | 2011, 24 de Janeiro   |
| 5  | Home Coming and Going  | 2011, 31 de Janeiro   |
| 6  | Fumble                 | 2011, 7 de Fevereiro  |
| 7  | Midnight Clear         | 2011, 14 de Fevereiro |
| 8  | Subclass Plagiostomi   | 2011, 21 de Fevereiro |
| 9  | Agents for Change      | 2011, 28 de Fevereiro |
| 10 | Legacy (Series Finale) | 2011, 7 de Março      |